# Karl-August Schäffer
Karl-August Schäffer (* 12. Mai 1925 in Bielefeld; † 3. Juni 1997) war ein deutscher Mathematiker und Hochschullehrer.

## Leben
Karl-August Schäffer studierte an der Georg-August-Universität Göttingen und promovierte 1955 bei Hans Georg Münzner mit der Dissertation „Der Likelihood-Anpassungstest“. Er arbeitete beim Bundesamt für Statistik, bis er auf einen Lehrstuhl der Universität zu Köln berufen wurde. Im Auftrag des Statistischen Bundesamtes beschäftigte er sich mit der mathematischen Analyse von Demographie und Migration und publizierte zu dem Thema. Zudem gehörte er zu den Mitbegründern der „Mitteilungen aus der Arbeitsmarkt- und Berufsforschung“ (MittAB). Von 1980 bis 1984 war Schäffer Vorsitzender der Deutschen Statistischen Gesellschaft. Sein Stellvertreter war Heinz Grohmann.
Karl-August Schäffer starb im Jahre 1997.

## Publikationen (Auswahl)
- Der Likelihood-Anpassungstest, Dissertation, 1955.
- Mathematische Analyse von Wanderungsströmen in der Bundesrepublik Deutschland, Köln, 1968. Im Auftrag des Statistischen Bundesamtes.
- Herausgeber: Beiträge zur Zeitreihenanalyse. Sonderheft zum Allgemeinen Statistischen Archiv 9. Vandenhoeck & Ruprecht, Göttingen, 1976.
- Herausgeber: Splinefunktionen in der Statistik. Sonderheft zum Allgemeinen Statistischen Archiv 14. Vandenhoeck & Ruprecht, Göttingen, 1978.
- Zusammen mit Hartmut Esser, Heinz Grohmann, Walter Müller: Mikrozensus im Wandel: Untersuchungen und Empfehlungen zur inhaltlichen und methodischen Gestaltung, Bericht des Wissenschaftlichen Beirats für Mikrozensus und Volkszählung, Schriftenreihe Forum der Bundesstatistik, Bd. 11. Hrsg. v. Statistischen Bundesamt, 1989, ISBN 3-8246-0037-4.
- Zusammen mit Willi R. Bihn: Formeln und Tabellen zur Grundausbildung in Statistik für Wirtschaftswissenschaftler,  J.C. Witsch Nachf., 1992, ISBN 3-98007-532-X.
- Als Ko-Autor und hrsg. zus. mit Klaus Edel, Winfried Stier: Analyse saisonaler Zeitreihen, Springer, 1997, ISBN 978-3-790-80981-7.